# Champ-de-Mars

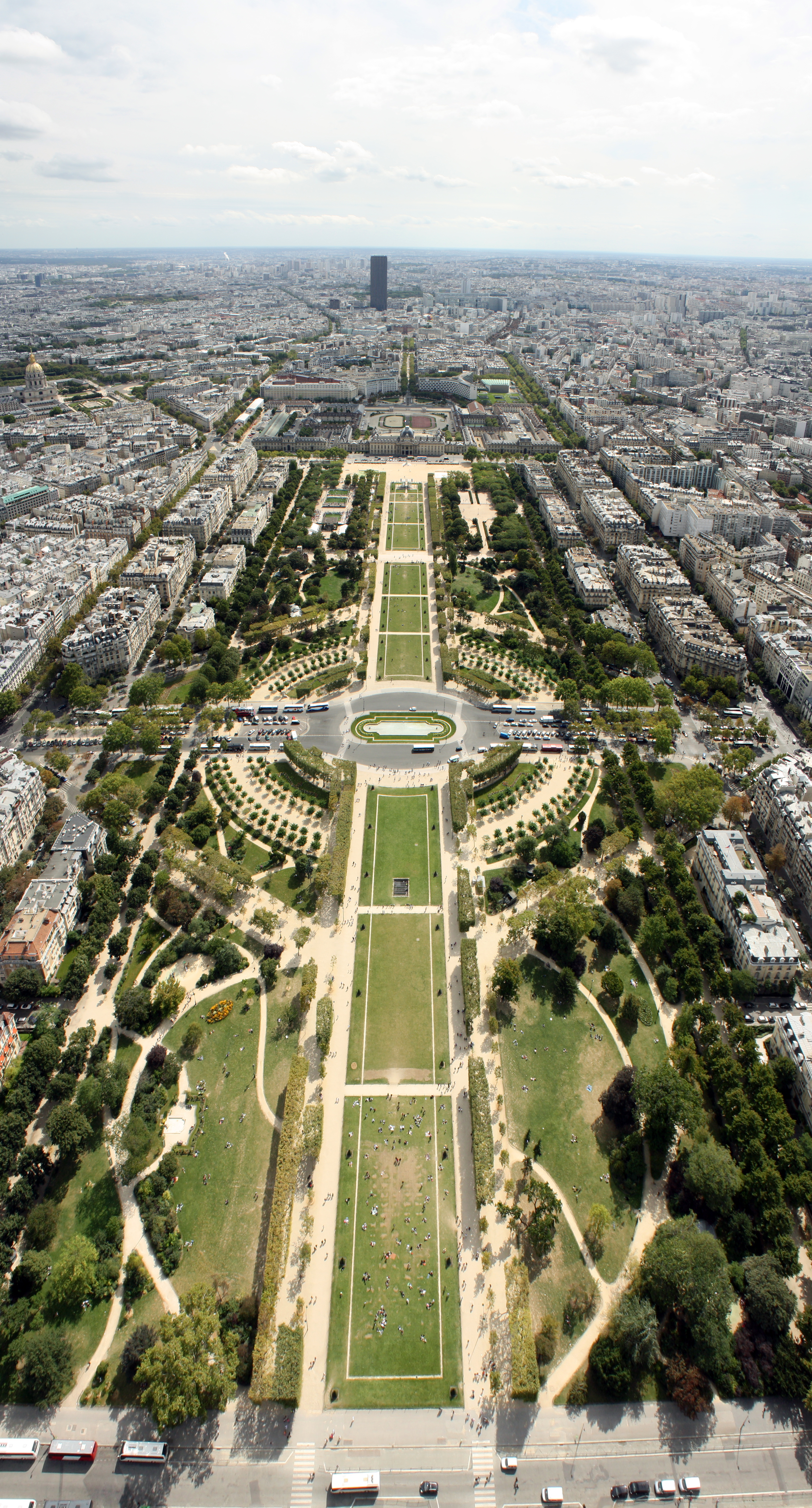
Champ-de-Mars nhìn từ Tháp Montparnasse

Champ-de-Mars là một khu vườn và bãi cỏ rộng ở Paris, nằm cạnh sông Seine, trải dài từ chân tháp Eiffel tới École Militaire. Đây thường là nơi tổ chức các lễ hội, buổi hòa nhạc và bắn pháo hoa của thành phố Paris.
Cái tên Champ de Mars được đặt theo Campus Martius, ngày nay là Campo Marzio, một công viên ở Roma, nước Ý. Champ de Mars có nghĩa Cánh đồng của thần Mars, vị thần chiến tranh.
| Métro Paris | Bến tàu điện ngầm: École Militaire |

## Champ-de-Mars

Bản đồ Champ-de-Mars.

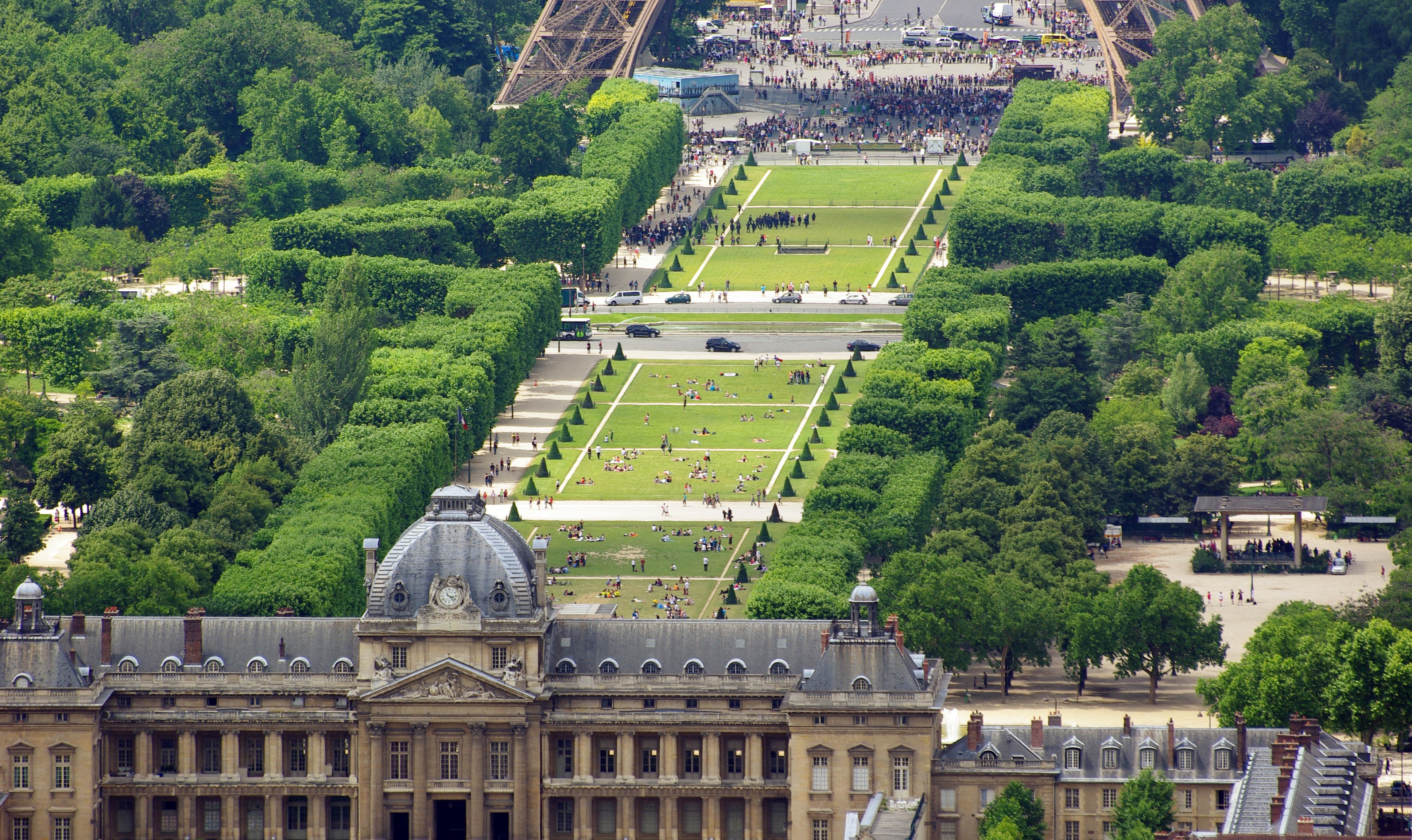
Champ-de-Mars, khu vực dưới chân tháp Eiffel

Champ-de-Mars dài 780 mét, trải từ tháp Eiffel tới École militaire. Chiều rộng của Champ-de-Mars là 220 mét, nằm giữa đại lộ Elysée Reclus ở Đông-Bắc và đại lộ Suffren ở Tây-Nam. Nhiều cua rơ xe đạp luyện tập, thường đi vòng quanh Champ-de-Mars, mỗi vòng khoảng gần 2 km.
Đại lộ Josehh Bouvard cắt qua với một vòng tròn xuyến lớn, chia Champ-de-Mars thành hai phần. Chạy dọc Champ-de-Mars là một bãi cỏ dài nằm chính giữa có nhiều lối đi nhỏ vuông góc nhau. Hai bên được trồng nhiều cây xanh, trong đó nhiều cây lâu năm, như cây nhựa két từ 1904, cây sếu từ 1896, cây dẻ từ 1902... Một số tác phẩm điêu khắc cũng được đặt ở đây, trong đó có bức tượng bán thân của Gustave Eiffel.
Gần École militaire, 30 tháng 3 năm 2000, Tổng thống Jacques Chirac đã khánh Bức tường Hòa bình (Mur pour la Paix), tác phẩm của nhà điêu khắc Clara Halter, lấy cảm hứng từ Bức tường Tiếc thương ở Jerusalem. Được làm bằng kính, kim loại và gỗ, nằm tại Cách đồng của thần chiến tranh, trên bức tường ghi những chữ "Hòa bình" bằng nhiều ngôn ngữ.
Là khoảng không gian rộng bên cạnh tháp Eiffel, nhiều lễ hội lớn của Paris thường được tổ chức ở Champ-de-Mars. Ngày quốc khánh Pháp, cũng như một số ngày lễ khác, pháo hoa được bắn ở tháp Eiffel, dành cho công chúng đứng ở Champ-de-Mars.
Một vài buổi hòa nhạc từng được tổ chức ở Champ-de-Mars:
- Ngày 14 tháng 7 năm 1995, Jean Michel Jarre tổ chức một buổi hòa nhạc mừng 50 năm thành lập UNESCO với 1,5 triệu khán giả.
- Ngày 10 tháng 6 năm 2000, buổi hòa nhạc của Johnny Hallyday ở chân tháp Eiffel thu hút 600.000 người và 10.000.000 khán giả truyền hình.
- Ngày 14 tháng 7 năm 2007, buổi hòa nhạc Fraternité (Tình bắc ái) mừng Tổng thống Nicolas Sarkozy với các nghệ sĩ Michel Polnareff, Nelly Furtado, Bob Sinclar, Tokio Hotel và Laura Pausini đã thu hút 600.000 khán giả.

## Lịch sử

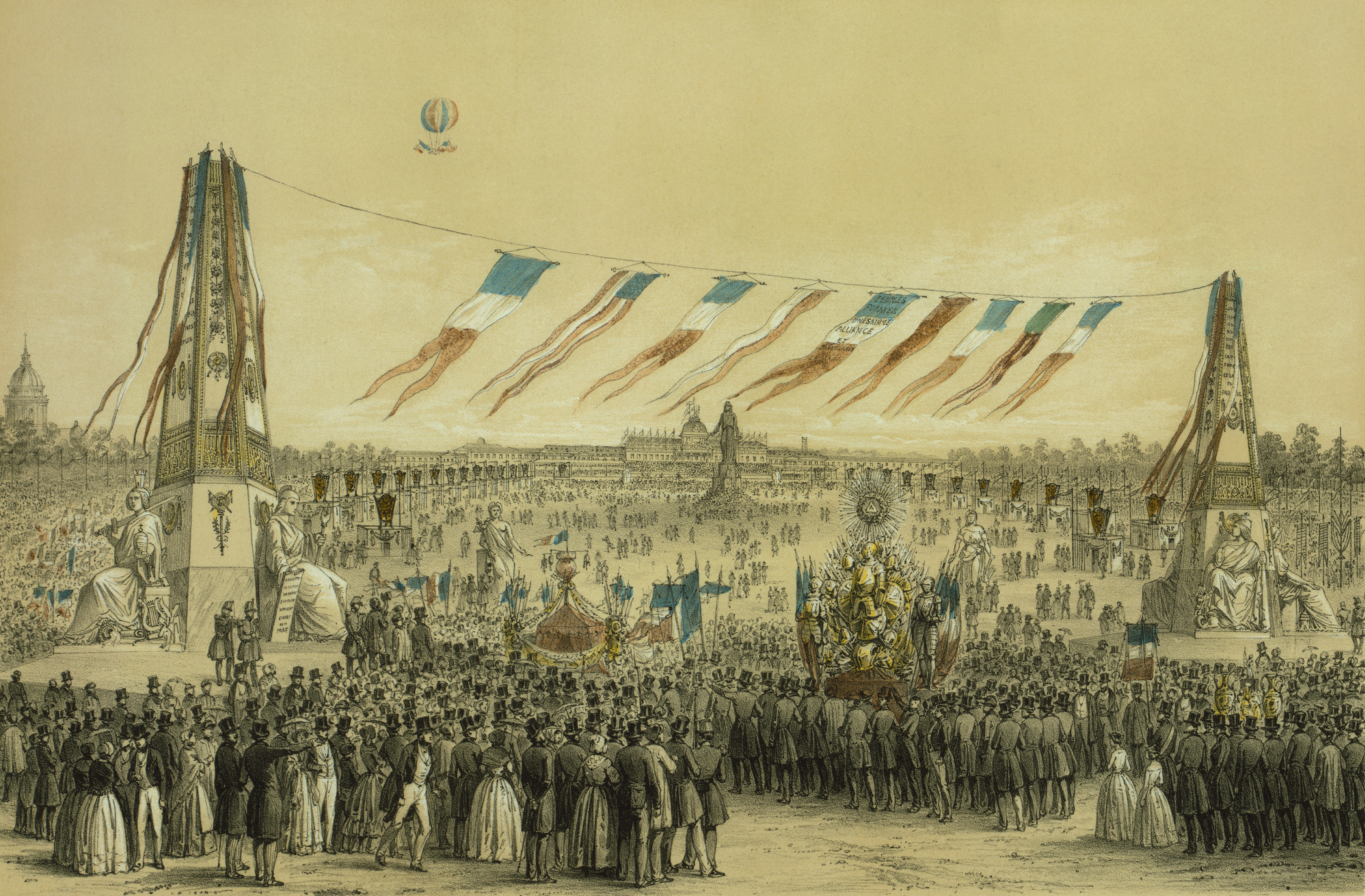
Lễ hội Concorde ngày 21 tháng 5 năm 1848 tại Champ-de-Mars.

Vào thế kỷ 16, nơi đây chỉ là cánh đồng rộng trồng nho và rau thuộc về hai tu viện Saint Germain des Prés và Sainte Geneviève. Bá trước Argenson Marc-Pierre de Voyer de Paulmy nhân danh Nhà nước mua lại khu đất này để dành cho trường Quân sự, École militaire, được xây dựng năm 1765. Một bãi diễn tập quân sự cần được mở ra, ban đầu dự định nằm ở phía Nam của École militaire, vị trí quảng trường Fontenoy ngày nay. Nhưng cuối cùng địa điểm được chọn là phía Bắc. Khu đất được san bằng, bao quanh bởi hào nước rộng, có một lối đi dài trồng những cây du hai bên. Khép kín bởi lưới sắt, bên trong trở thành một bãi tập lớn, có thể dành cho 10.000 người.
Trong thời kỳ Cách mạng Pháp, ngày 14 tháng 7 năm 1790, Champ de Mars là nơi tổ chức lễ hội Fédération, kỷ niệm 1 năm ngày chiếm ngục Bastille. Từ ngày 1 tháng 7, 1200 công nhân làm việc trên Champ-de-Mars để chuẩn bị cho lễ hội. Lễ Fédération đã tập trung đến 300.000 người, từ giáo sĩ, binh lính tới dân thường.
Ngày 17 tháng 7 năm 1791, một vụ thảm sát xảy ra ở Champ-de-Mars. Thị trưởng Jean Sylvain Bailly ra lệnh cho quân đội bắn vào đám đông phản đối nhà vua. Kết quả 50 người chết cùng nhiều người bị thương. Sau đó, Jean Sylvain Bailly bị coi là kẻ thù của nhân dân. Ngày 12 tháng 11 năm 1793, Jean Sylvain Bailly bị xử tử ở Champ-de-Mars.
Khoảng thời gian sau đó, Champ-de-Mars vẫn là địa điểm dành cho những lễ hội quan trọng của thành phố. Ngày 22 tháng đồng cỏ năm II, tức 8 tháng 6 năm 1794, nơi đây diễn ra lễ Être suprême. Ngày 21 tháng 5 năm 1848, lễ hội Concorde được tổ chức ở Champ-de-Mars.
Năm 1887, tháp Eiffel được xây dựng trên Champ-de-Mars, bên bờ sông Seine. Tới năm 1889 công trình hoàn thành, đúng dịp kỷ niệm 100 năm Cách mạng Pháp và Triển lãm thế giới. Trong các Triển lãm thế giới và Triển lãm thuộc địa, Champ-de-Mars luôn là khu vực quan trọng. Thế vận hội năm mua hè 1900, đây là nơi dành cho môn kiếm Sabre và kiếm Fleuret.